# Црква Свете Тројице у Брдарици
Црква Свете Тројице у Брдарици је под заштитом Завода за заштиту споменика културе Ваљево. С обзиром да представља значајну историјску грађевину, проглашена је непокретним културним добром Републике Србије.

## Историја
Црква Свете Тројице у Брдарици је саграђена 1838. године на месту старе цркве брвнаре коју је 1791. подигао народни вођа и обор–кнез Ранко Лазаревић из Свилеуве. Црква има правоугаону основу, апсиду које је седмострана споља и унутра и правоугаоне певнице. Једини украс на фасадама су пиластри који фланкирају западни и јужни портал. Унутрашњост храма наткрива полуобличасти свод, а светлост допире кроз истоветне прозоре на којима нема украса и који су распоређени по три на северној, јужној страни и олтарској апсиди. У олтарском простору је сачувана камена часна трпеза из цркве брвнаре. На иконостасној прегради су присутне иконе Христа и Богородице са младенцем и надверје на коме је Недремано око, рад непознатих зографа из друге половине деветнаестог века. У цркви се чувају икона Полагање Христа у гроб из 1840. године, сребрни путир из 1816. и други стари сасуди и црквене књиге из осамнаестог и деветнаестог века. Уз јужну страну храма, ближе олтару, се налази надгробни споменик из 1814. године проте Павла, сина попа Велимира Јовановића, и уз њега надгробна плоча из 1866. проте Јанка Протића који је учествовао у оба српска устанка за ослобођење од Турака. Црква Свете Тројице у Брдарици припада групи цркава из деветнаестог века које су својим архитектонским обликом задржале сећање на цркве брвнаре иако су сазидане од тврдог материјала.